# 10,5-cm-leichte Feldhaubitze 43
Die 10,5-cm-leichte Feldhaubitze 43 war ein Projekt für eine leichte Feldhaubitze, zu dem während des Zweiten Weltkriegs von Krupp und Škoda verschiedene Entwürfe entwickelt wurden. Die Entwicklungstätigkeit führte bis zum Kriegsende lediglich zu Holzmodellen; vergleichbare Anforderungen führten aber in der UdSSR der 1950er-Jahre zur Entwicklung der D-30.
| 10,5-cm-leichte Feldhaubitze 43 | 10,5-cm-leichte Feldhaubitze 43 | 10,5-cm-leichte Feldhaubitze 43 | 10,5-cm-leichte Feldhaubitze 43 |
| ------------------------------- | ------------------------------- | ------------------------------- | ------------------------------- |
| Technische Daten                |                                 |                                 |                                 |
|                                 | Entwurf Krupp I                 | Entwurf Krupp II                | Entwurf Škoda                   |
| Einführungsjahr:                | Holzmodell                      | Holzmodell                      | Holzmodell                      |
| Herkunft:                       | Deutschland                     | Deutschland                     | Deutschland                     |
| Maße                            |                                 |                                 |                                 |
| Kaliber:                        | 105 mm                          | 105 mm                          | 105 mm                          |
| Rohrlänge:                      | 3.675 mm (L/35)                 | 2.940 mm (L/28)                 | 3.456 mm (L/30)                 |
| Länge in Fahrstellung:          |                                 |                                 |                                 |
| Breite:                         |                                 |                                 |                                 |
| Höhe:                           |                                 |                                 |                                 |
| Gewicht in Fahrstellung:        |                                 |                                 |                                 |
| Gewicht in Feuerstellung:       | ~ 2.450 kg                      | ~ 2.400 kg                      | ~ 2.300 kg                      |
| Schussleistung                  |                                 |                                 |                                 |
| Mündungsgeschwindigkeit:        | 655 m/s                         | 595 m/s                         | 610 m/s                         |
| Schussweite:                    | 14.250 m                        | 13.000 m                        | 13.000 m                        |
| Geschossgewicht                 | 14,81 kg                        | 14,81 kg                        | 14,81 kg                        |
| Höhenrichtbereich:              | −4° bis +70°                    | −10° bis +70°                   | −5° bis +75°                    |
| Seitenrichtbereich:             | 360°                            | 360°                            | 360°                            |
| Kadenz:                         | 6–8 Schuss/min                  | 6–8 Schuss/min                  | 6–8 Schuss/min                  |

## Geschichte
Die Entwürfe für die leFH 43 stellen hinsichtlich der gestellten taktisch-technischen Anforderungen das Resultat aus der Kriegserfahrung der Wehrmacht bis zu diesem Zeitpunkt dar. So sollte neben einer großen Reichweite auch Schießen in den oberen Winkelgruppen, das heißt mit Überhöhungen von über 45 Grad, ermöglicht werden. Außerdem wurde zur Panzerabwehr und in Anpassung an die immer beweglichere Art der Kriegsführung die Fähigkeit gefordert, den Feuerkampf rundum führen zu können. Angesichts dieser anspruchsvollen Forderungen mussten natürlich beim Geschützgewicht, dessen Reduzierung noch bei der 10,5-cm-leichte Feldhaubitze 42 an erster Stelle gestanden hatte, Abstriche gemacht werden. Zuerst entwickelte die unter deutscher Besatzung stehende Firma Škoda ein Feldgeschütz nach diesen Anforderungen. Die Arbeiten kamen jedoch bis Kriegsende nicht über Holzmodelle hinaus.
Den genannten Anforderungen entsprechend legte wenig später auch die Firma Krupp einen auf der Kreuzlafette der 8,8-cm-PaK 43 und dem Rohr der 10,5-cm-leFH 18/42 basierenden Vorschlag vor. Da dieser als zu schwer befunden und die verwendete Lafette anderweitig dringend benötigt wurde, legte Krupp einen Entwurf mit einer neu entwickelten Vier-Holmlafette vor, die das Rohr der 10,5-cm-leFH 42 trug. Jedoch war auch dieser nur unwesentlich leichter. Bis zum Kriegsende wurden von beiden Vorschlägen lediglich Modelle hergestellt, und eine endgültige Entscheidung, welcher der beiden Krupp-Entwürfe weiterzuführen wäre, wurde ebenfalls noch nicht getroffen.

## Beschreibung
Den Entwurf der Firma Škoda zeichnete eine Rundumlafette mit vier genieteten Kastenholmen aus. In Fahrstellung wurden diese jeweils hinten und unter dem Rohr paarweise zusammengelegt. Bemerkenswert ist, dass die Rücklaufeinrichtung, die sich mit der Vorholeinrichtung unter dem Rohr befindet, in drei Stufen von einem maximalen Rohrrücklauf von 1550 mm, über 1150 mm bis minimal 850 mm einstellbar war, damit der Verschluss auch bei maximaler Rohrerhöhung nicht auf dem Boden aufschlug. Ein kleiner geneigter Schild war zum Schutz der Besatzung vorgesehen.
Der erste Entwurf von Krupp übernahm das Rohr der leFH 18/42 und die Lafette der PaK 43; allerdings war vorgesehen, die Rücklauf- und Vorholeinrichtung für leFH 43 und PaK 43 zu vereinheitlichen. Für den zweiten Entwurf wurde eine neuartige Lafette mit vier geschweißten Kastenholmen entwickelt. Diese wurden in Fahrstellung jeweils zu zweit nach hinten und unter dem Rohr zusammengelegt. Beim Beziehen der Stellung wurden sie kreuzförmig auseinandergezogen und verankerten das Geschütz mittels Erdspornen fest im Boden, so dass eine Drehung des Geschützes um 360° möglich wurde. Das Geschütz verfügte über einen großen gebogenen Schild. Vorhol- und Rücklaufeinrichtung befanden sich unter dem Rohr.
Die leFH 43 sollte, unabhängig vom Entwurf, die gleiche Munition wie die leFH 18M verwenden, also: FH Gr., FH Gr 38 Stg., FH Gr. Nb., FH Gr. 38 Nb., 10cm Pz. Gr., 10cm Pz. Gr. Rot, 10cm Pz. Gr. 39 Rot. sowie FH Gr. Fern.